# Orbis (informatique)
Pour l’article homonyme, voir Orbis.
Orbis est un système informatique de l'ex-société Agfa Healthcare (maintenant Dedalus) en cours de déploiement à l'Assistance publique - Hôpitaux de Paris.

## Déploiement
Le déploiement s'est effectué de 2004 à 2019.
Il a déjà été installé au CHU de Montpellier en 2010 puis abandonné fin 2011 par le même établissement. Le logiciel a été également déployé dans d'autres centres hospitaliers. Orbis est installé sur une quarantaine d'hôpitaux public en France métropolitaine et Dom Tom (St Martin et St Barth)[réf. nécessaire].

## Polémique
Ce logiciel a suscité une polémique pour sa mise en place à l'hôpital Ambroise-Paré, ne donnant pas satisfaction aux utilisateurs et générant des retards. Huit ans après, la Cour des Comptes relève que « seuls trois des 39 hôpitaux parisiens en étaient équipés ».

## Fonctionnement
Ce Dossier Patient Informatisé permet la gestion des circuits du médicament, des demandes examens externes, de la biologie. Il prend en charge la gestion des soins infirmier, la saisie de l'activité et du PMSI, la prise de rendez-vous. Il intègre aussi un module spécifique des urgences.
Une partie tactile sur tablette est aussi disponible pour les prescriptions multimodales.